# 児童文学ファンタジー大賞
児童文学ファンタジー大賞（児童文学ファンタジー大賞）は、北海道小樽市の特定非営利活動法人・絵本・児童文学研究センターが主催した公募新人文学賞。対象作品は小学校中・高学年～中・高・一般までを読者対象としたファンタジー文学で未発表作品に限る。2022年の第28回をもって終了。

## 受賞作の一覧

### 第1回から第10回
- 第1回(1995)
  - 大　賞　梨木香歩『裏庭』（理論社）
  - 佳　作　樋口千重子『タートル・ストーリー』（理論社）
- 第2回(1996)
  - 大　賞　該当作品なし
  - 佳　作　伊藤遊「なるかみ」
- 第3回(1997)
  - 大　賞　伊藤遊『鬼の橋』（福音館書店）
  - 佳　作　該当作品なし
- 第4回(1998)
  - 大　賞　該当作品なし
  - 佳　作　該当作品なし
  - 奨励賞　奥村敏明「あかねさす入り日の国の物語」、古市卓也『鍵の秘密』（福音館書店）
- 第5回(1999)
  - 大　賞　該当作品なし
  - 佳　作　該当作品なし
  - 奨励賞　小林栗奈「ダックスフント・ビスケット」、佐々木拓哉「古い地図の村で」
- 第6回(2000)
  - 大　賞　該当作品なし
  - 佳　作　該当作品なし
  - 奨励賞　森谷桂子「海のかなた」
- 第7回(2001)
  - 大　賞　該当作品なし
  - 佳　作　古市卓也「いる家族いない家族」
- 第8回(2002)
  - 大　賞　該当作品なし
  - 佳　作　該当作品なし
  - 奨励賞　田中彩子「ニノ」
- 第9回(2003)
  - 大　賞　該当作品なし
  - 佳　作　朽木祥『かはたれ』（福音館書店）
- 第10回(2004)
  - 大　賞　該当作品なし
  - 佳　作　奥村敏明「観音行」
  - 奨励賞　本城和子「はざまの森」、藤江じゅん『冬の龍』（福音館書店）

### 第11回から第20回
- 第11回(2005)
  - 大　賞　該当作品なし
  - 佳　作　該当作品なし
  - 奨励賞　田中彩子「白線」『天狗ノオト』（理論社）に改題
- 第12回(2006)
  - 大　賞　該当作品なし
  - 佳　作　田中彩子「宿神」『石の神』（福音館書店）に改題
- 第13回(2007)
  - 大　賞　該当作品なし
  - 佳　作　矢部直行「半のら猫バツの旅」
- 第14回(2008)
  - 大　賞　該当作品なし
  - 佳　作　該当作品なし
  - 奨励賞　廣嶋玲子「あぐりこ」『狐霊の檻』（小峰書店）に改題、本田昌子「スコールでダンス」
- 第15回(2009)
  - 大　賞　該当作品なし
  - 佳　作　おおぎやなぎちか『しゅるしゅるぱん』（福音館書店）
- 第16回(2010)
  - 大　賞　該当作品なし
  - 佳　作　本田昌子『夏の朝』（福音館書店）
  - 奨励賞　小川英子「くらひめさま」
- 第17回(2011)
  - 大　賞　該当作品なし
  - 佳　作　該当作品なし
  - 奨励賞　平野恭子「淵と瀬」、若本恵二「ふらち者」
- 第18回(2012)
  - 大　賞　該当作品なし
  - 佳　作　該当作品なし
  - 奨励賞　該当作品なし
- 第19回(2013)
  - 大　賞　該当作品なし
  - 佳　作　もりおみずき「かしかけ」
  - 奨励賞　三根生厚子「花は山吹 ～ぼくの春休み～」、加部鈴子「天明の祈り 平成の夢」
- 第20回(2014)
  - 大　賞　該当作品なし
  - 佳　作　該当作品なし
  - 奨励賞　井上晶子「こけし天国」、内藤昭恵「鳥寄せ小太郎」

### 第21回から第30回
- 第21回(2015)
  - 大　賞　該当作品なし
  - 佳　作　該当作品なし
  - 奨励賞　高北謙一郎「森のトロッコ、真夏の写真」
- 第22回(2016)
  - 大　賞　該当作品なし
  - 佳　作　該当作品なし
  - 奨励賞　南野たかし「オカリナの島」、澤井美穂「おじじの森」
- 第23回(2017)
  - 大　賞　該当作品なし
  - 佳　作　田牧道「冬眠窟」
  - 奨励賞　柚木一乃「お神さまと雨屋敷」
- 第24回(2018)[1]
  - 大　賞　該当作品なし
  - 佳　作　本田昌子「つきのはなさく」
  - 奨励賞　瀬田ちひろ「水鳥写真館クラブ」
- 第25回(2019)
  - 大　賞　該当作品なし
  - 佳　作　該当作品なし
  - 奨励賞　海山望「アンネ・フランクの奇跡」
- 第26回(2020)
  - 大　賞　該当作品なし
  - 佳　作　該当作品なし
  - 奨励賞　該当作品なし
- 第27回(2021)
  - 大　賞　該当作品なし
  - 佳　作　原あやめ「なめこ壁の蔵」
  - 奨励賞　該当作品なし
- 第28回(2022)
  - 大　賞　該当作品なし
  - 佳　作　該当作品なし
  - 奨励賞　該当作品なし